# Ковалкін Борис Євгенович
Борис Євгенович Ковалкін (нар. 30 січня 1943 — пом. 1994) — радянський російський футболіст, нападник.

## Життєпис
Вихованець центрального ДЮСШ ДЮСШ МіськВкно Ленінграда. У 1963 році дебютував у складі «Динамо» Ленінград, провів у травні два матчі проти московських «Динамо» та «Спартака». У 1964-1965 роках зіграв за команду в класі «Б» 9 матчів, відзначився одним голом. У 1966 році грав за «Локомотив» (Вінниця), у 1967-1968 роках — за клубну команду «Динамо», у 1969 році — за «Нафтовик» (Салават). У 1970-1971 роках виступав у чемпіонаті Ленінграда за «Шторм».
Помер у 1994 році.